# Idursulfas
Idursulfas (handelsnamn Elaprase) är ett läkemedel som används för att behandla Hunters sjukdom (också kallad Mucopolysaccharoidosis II).
Elaprase säljs av Shire Pharmaceuticals Group och har blivit godkänt genom godkännande i undantagsfall, som omfattar så kallade särläkemedel, läkemedel vars säkerhet inte är utförligt studerad då sjukdomen som ska behandlas är så sällsynt. Man har inte kunnat behandla särskilt många med medlet, men godkännande mybdighet har ändå beslutat att tillåta det, eftersom det är uppenbart att det räddar liv. Medlet är så dyrt, att det normalt inte subventioneras, men detta kan ändras i undantagsfall.